# Vroege spanner
De vroege spanner (Biston strataria) is een nachtvlinder uit de familie Geometridae, de spanners. De voorvleugellengte bedraagt tussen de 17 en 27 millimeter. Hij overwintert als pop.

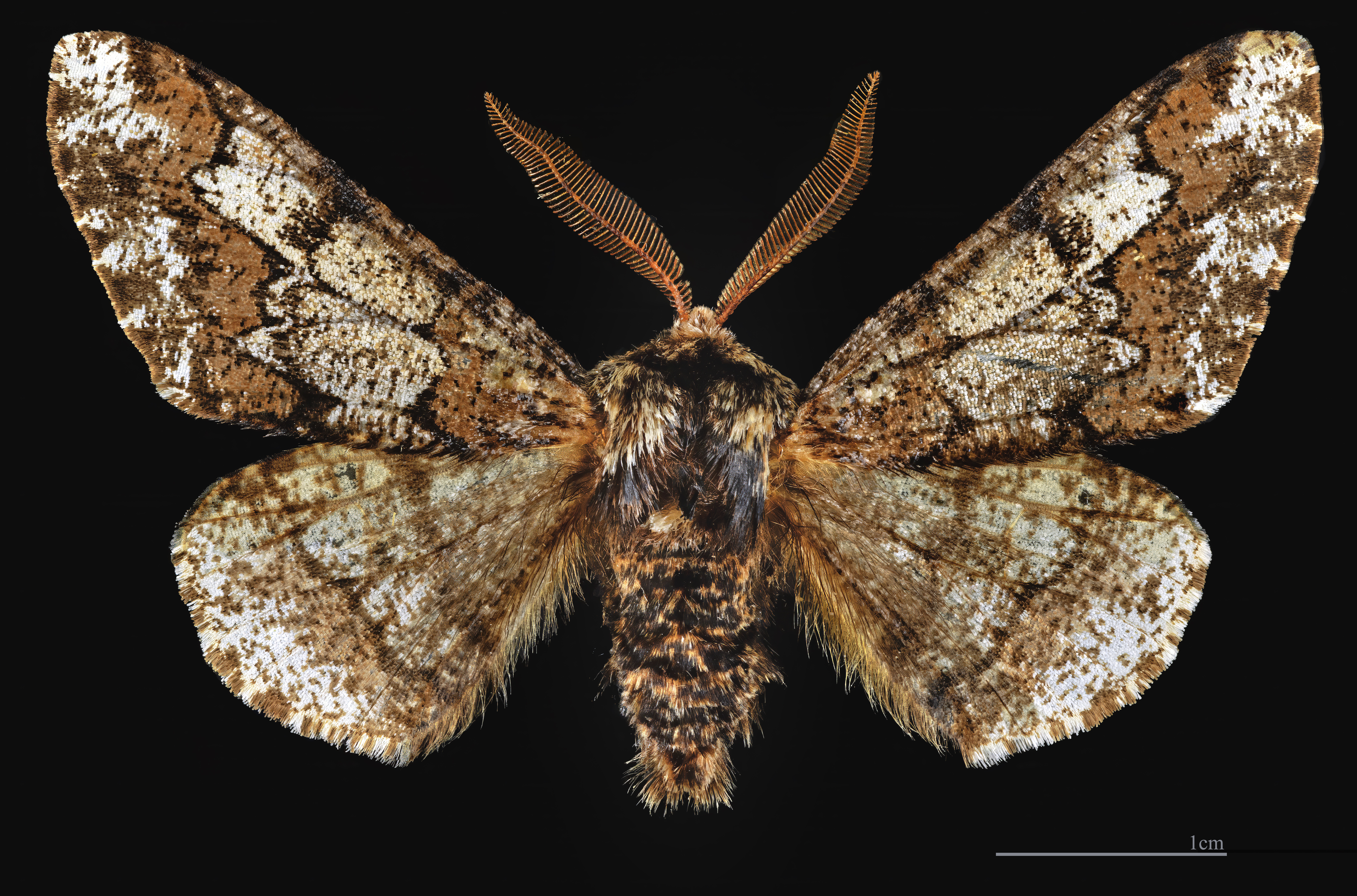
♂
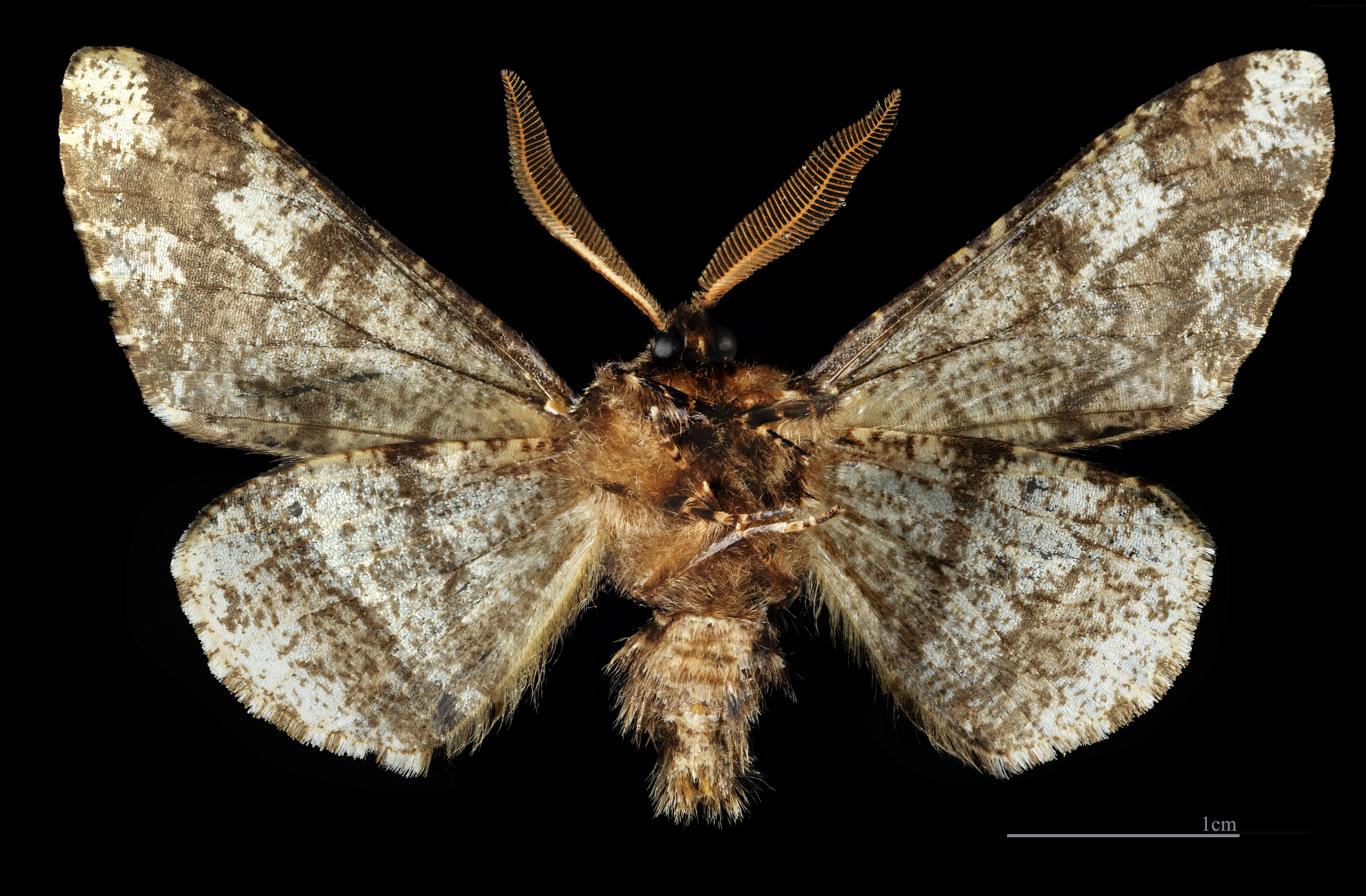
♂ △

## Waardplanten
De vroege spanner heeft als waardplanten diverse loofbomen, met name eik.

## Voorkomen in Nederland en België
De vroege spanner is in Nederland een niet zo algemene soort, er zijn vooral waarnemingen gedaan op zandgronden en in de duinen. in België is de soort algemeen. De vlinder kent één generatie die vliegt van maart tot halverwege mei.